# Joan Sasplugas i Arqués
Joan Sasplugas i Arqués (Juneda, 15 de desembre de 1909 - Andorra la Vella, 1977), darrer alcalde republicà de Tàrrega, (abril de 1938 - gener de 1939), secretari general de la secció del PSUC de Lleida (27 de maig de 1938).
L'11 d'agost de 1937 fou elegit conseller de l'Ajuntament de Tàrrega pel PSUC.
L'abril de 1938 fou elegit alcalde de Tàrrega, càrrec que ocupà fins que anà cap a Barcelona on encara hi ha la Generalitat republicana, poc abans de l'entrada de l'exèrcit franquista el 15 de gener de 1939.
A Barcelona trobà el seu germà Antoni Sasplugas, en aquells moments cuiner de l'Hotel Ritz de Barcelona. Creuà amb ell la frontera de França a principis de febrer de 1939 on ingressà al camp de concentració d'El Barcarès. Molt probablement s'allistà a una Companyia de Treballadors Estrangers associada a l'exèrcit francès.
El maig de 1940 fugí del nord, ocupat pel Tercer Reich, i es desplaçà cap al sud, a Acs (en francès Aix-les-Thermes), a l'Arieja. El 5 de desembre de 1940 creuà la frontera amb Andorra amb la seva dona, Magda Mateu i Triquell, per la Vall d'Incles, ajudats per un "passador".
Entrà a treballar amb el seu germà Antoni el 1941 a l'hotel Mirador regentat pel seu amic i també targarí Samuel Pereña i Reixachs. L'Antoni, que havia estat cuiner de l'Hotel Ritz de Barcelona, esdevingué cuiner de l'hotel Mirador.
A partir de 1942 fins al final de la Segona Guerra Mundial, formà part de la 3a Brigada de Guerrillers Espanyols com a agent de contacte (on se'l conegué amb el nom de Janot) des d'Andorra en la xarxa d'evasió i entrada Londres-Alger de perseguits i resistents contra el Tercer Reich. Llur (del Joan, l'Antoni i el Samuel Pereña) feina principal consistia en fer d'enllaç dins les cadenes d'evasió de persones perseguides pels nazis dins d'Europa per treure’ls del continent via Andorra, i de fer entrar també des d'allí als lluitadors de les forces aliades contra el règim nazi.
Cap al final de la Segona Guerra Mundial i després, des del restaurant Metropol, es mogué pel Pirineu català com a membre de la resistència francesa o com a col·laborador dels maquis.
El 1952 Joan Sasplugas es feu càrrec de l'hotel Mirador, que havia tancat en Samuel Pereña; el Mirador veié passar grans personalitats del món polític català a l'exili i moltes d'altres gents anònimes que es retrobaven després d'anys d'obligada separació. Finalment, l'hotel Mirador es tancà i a poc a poc, en Joan Sasplugas i tants d'altres exiliats que foren acollits per Andorra, veieren normalitzar la seua situació, mentre esperaven que acabés la Dictadura de Franco. Afortunadament, Joan Sasplugas i Arqués, lluitador incansable pels drets democràtics, després d'haver vist caure el feixisme a tot Europa menys al seu estimat país, morí l'any 1977 a Andorra la Vella amb el general Franco ja enterra.